# بولداگ انگلیسی قدیمی
بولداگ انگلیسی قدیمی (به انگلیسی: Old English Bulldog)، نام یکی از نژادهای سگ است که خاستگاه آن به بریتانیا بازمی‌گردد.